# Frisergård
Frisergård er en sideform af den sønderjyske eller slesvigske gård, som er udbredt i den nordfrisiske marskområde og på de nordfrisiske øer. Den modsvarer nord for grænsen den vestslesvigske gård.
Frisergårde er typisk bygget i øst-vest orientering af hensyn til vestenvinden. Indgangsdøren er placeret ved gårdens vindbeskyttede sydside. Mange af dem er konstrueret som halvdøre (sladredøre). Typisk er også den spidse frontkvist over indgangsdøren. Frisergårde har ofte en meget høj tagkonstruktion, der er båret af solide træstolper i midten af bygningen. Ydermurene er ikke bærende, og derfor bliver taget og ladeloftet stående, hvis murene skulle blive væltet af en stormflod.